# Bolko II van Ziębice
Bolko II van Ziębice ook bekend als Bolko II van Münsterberg (1 februari 1300 - 11 juni 1341) was van 1301 tot aan zijn dood hertog van Jauer (Jawor), van 1301 tot 1312 hertog van Münsterberg (Ziębice) en van 1301 tot 1312 hertog van Schweidnitz (Świdnica). Hij behoorde tot de Silezische tak van het huis Piasten.

## Levensloop
Bolko II was de vierde zoon van hertog Bolko I van Schweidnitz en diens echtgenote Beatrix van Brandenburg-Salzwedel, dochter van markgraaf Otto V van Brandenburg-Salzwedel. Hij was genoemd naar zijn oudste broer Bolko, die enkele dagen voor zijn geboorte stierf.
In 1301 overleed zijn vader, waarna de slechts een jaar oude Bolko II en zijn oudere broers Bernard en Hendrik II de hertogdommen Schweidnitz, Jauer en Münsterberg erfden. Omdat de drie broers allemaal nog minderjarig waren, werd hun oom langs moederkant, markgraaf Herman van Brandenburg-Salzwedel, in hun naam regent. Dit bleef zo tot in 1305, toen de oudste broer Bernard volwassen werd verklaard en het regentschap van zijn broers op zich nam. 
In 1312 werd de tweede broer Hendrik I ook volwassen verklaard, waarna Bernard en Hendrik de erfenis van hun vader verdeelden. Bernard en de nog minderjarige Bolko II bleven de hertogdommen Schweidnitz en Münsterberg in bezit houden, terwijl Hendrik I het hertogdom Jauer kreeg. Op 22 november 1321 werd Bolko zelf volwassen verklaard en kreeg hij het hertogdom Münsterberg. Zijn oudste broer Bernard behield het hertogdom Schweidnitz.
Hij voerde een jarenlange strijd tegen bisschop Nanker van Breslau om het bezit van het bisdomsland van Neisse, waar Bolko aanspraken op maakte. Hierop werd Bolko meerdere keren geëxcommuniceerd en werden zijn gebieden onder interdict geplaatst. In 1333 kwam de strijd ten einde toen Bolko zijn rechten op het bisdomsland van Neisse opgaf.
Toen de stad Frankenstein belegerd werd door de markgraaf van Moravië, de latere keizer Karel IV, besliste Bolko in 1336 om zijn gebieden onder Boheemse erfpacht te plaatsen. Als dank hiervoor kreeg hij in 1337 van de Boheemse koning Jan de Blinde het levenslang nutgebruik over het graafschap Glatz. Na Bolko's dood koos zijn zoon Nicolaas ervoor om Bohemen het verkooprecht voor het hertogdom Münsterberg te geven.
Bolko II was ook een groot weldoener van het klooster van Heinrichau. Na zijn dood in 1341 werd hij, net zoals zijn echtgenote die een jaar later stierf, bijgezet in de kloosterkerk. 

## Huwelijk en nakomelingen
Rond het jaar 1321 huwde Bolko II met Judith van Savoye (overleden in 1342), een dochter van Lodewijk II van Savoye, baron van Vaud. Ze kregen minstens twee kinderen:
- Nicolaas (circa 1327 - 1358), hertog van Münsterberg
- Margaretha (circa 1330 - na 1368), zuster in de abdij van Strzelin